# Placidus a Spescha

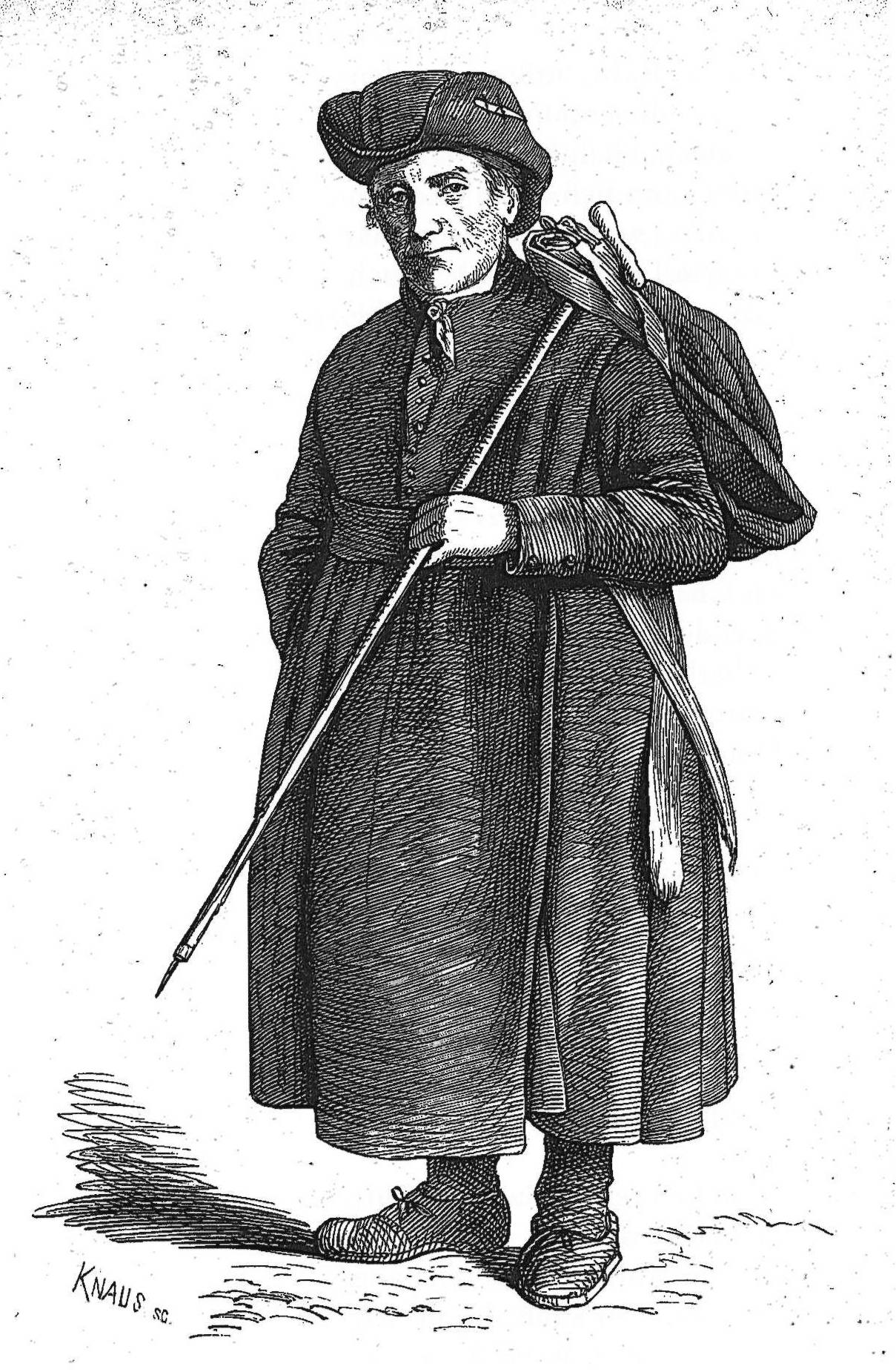
Pater Placidus a Spescha

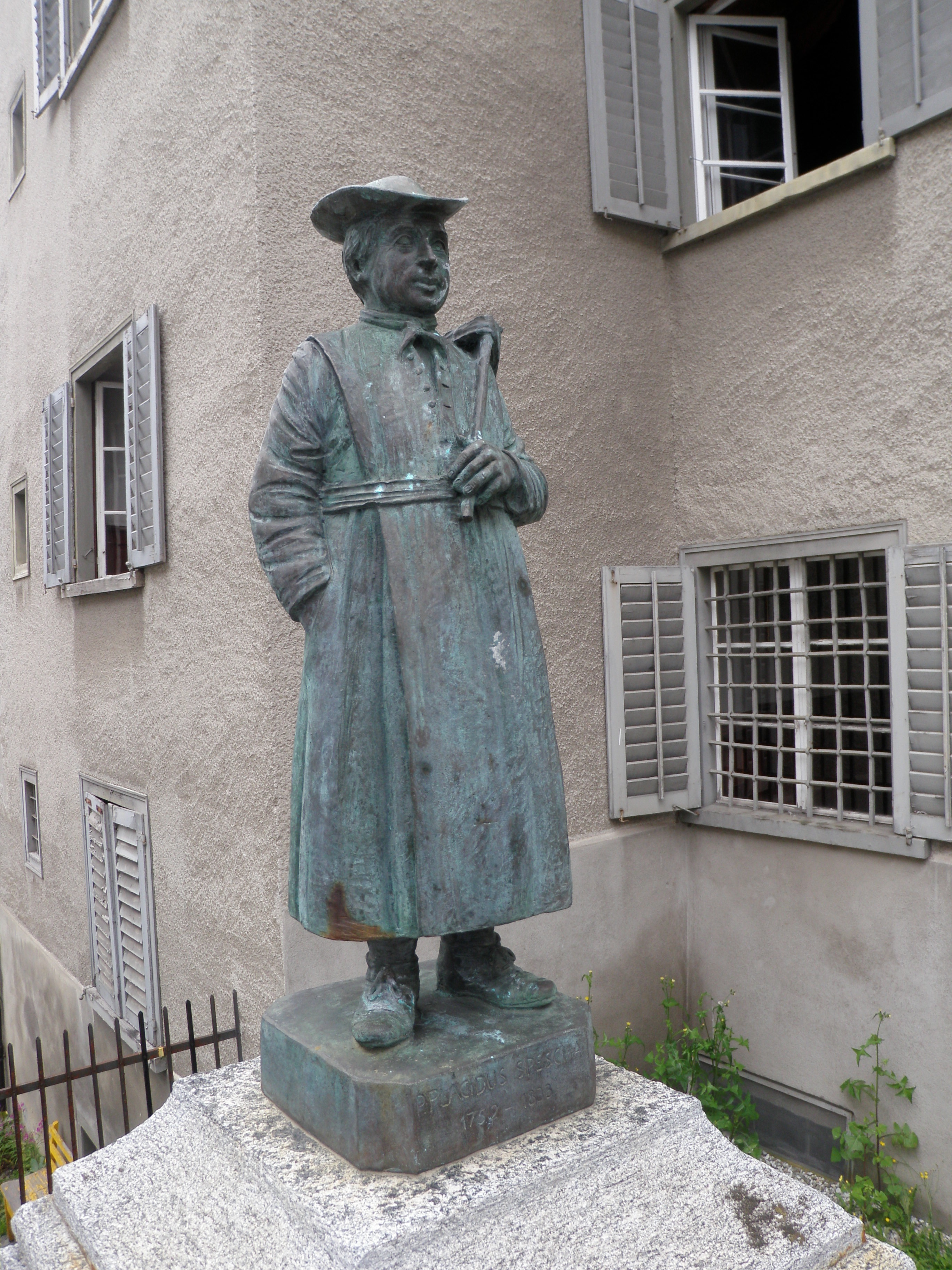
Statue auf einem Brunnen in Disentis/Mustér

Pater Placidus a Spescha OSB (* 8. Dezember 1752 in Trun; † 14. August 1833 ebenda), ein Benediktinerpater mit bürgerlichem Namen Giuli Battesta (Julius Baptist) Spescha, war ein Schweizer Kartograph, Geograph, Alpinist, Natur- und Sprachforscher.

## Leben
Giuli Battesta Spescha war der älteste von fünf Söhnen und wuchs in Trun als Bauernsohn auf. Vom 10. bis zum 13. Lebensjahr arbeitete er als Viehhütebub und lernte in dieser Zeit das surselvische Idiom der rätoromanischen Sprache zu schreiben. Zusätzlich erhielt er als Romanischsprachiger die Möglichkeit, Deutsch zu erlernen. Zur weiteren Förderung wurde er 1765/66 zu Hofkaplan Thomas Romanin nach Chur geschickt, der ihn in Latein und Musik unterrichtete. 1770 zog er mit seinem Lehrer nach Mals und Tartsch im oberen Vinschgau. Romanin war es zu verdanken, dass Spescha ein begabter Geigenspieler wurde und neben geistlichen Gesängen auch humoristische Lieder komponierte.
Am 11. Juli 1771, dem Tag des Klosterpatrons Placidus, trat Spescha in die Klosterschule Disentis ein; am 3. Oktober 1774 in die Benediktinerabtei Disentis. Die nachlässige Amtsführung des Abtes Columban veranlasste die schweizerische Benediktiner-Kongregation 1776 dazu, die Verteilung der Konventualen auf andere Benediktinerklöster zu verfügen. Spescha – der einzige junge Frater – wurde dem Kloster Einsiedeln zugeteilt. Zwischen 1776 und 1782 studierte er dort Philosophie und Theologie. Am 25. Mai 1782 wurde er zum Priester geweiht, und er konnte ins Kloster Disentis zurückkehren.
Noch im gleichen Jahr erhielt Spescha in der Cadi im Hospiz Sogn Gion am Lukmanierpass die erste Seelsorgestelle. Von hier aus erkundete er die nähere Umgebung und legte bis 1788 eine umfangreiche Mineraliensammlung an. Über seine darauffolgenden Jahre im Kloster Disentis ist wenig bekannt. Am 10. Juni 1794 wurde ihm von der Gemeinde Trun als Benificiaten der Wallfahrtskirche Maria Licht in Acladira ein Maiensäss zur Nutzung übergeben.

### Wirren
Innenpolitische Instabilität und Kriegswirren
1798, nachdem die Franzosen die benachbarte Eidgenossenschaft besetzt und die Helvetische Verfassung eingeführt hatten, gaben sich auch die drei Bünde eine neue Verfassung. Durch die Auseinandersetzung zwischen dem Urserental und Uri geriet auch die angrenzende Cadi in die Kriegswirren. Noch im gleichen Jahr wurden die Bündner Täler durch österreichische Truppen besetzt.
Im 2. Koalitionskrieg drangen französische Truppen unter General Louis Henri Loison über den Oberalppass gegen Disentis vor. Der einheimische Widerstand wurde durch den von Reichenau heranrückenden General Joseph Laurent de Mont rasch gebrochen.

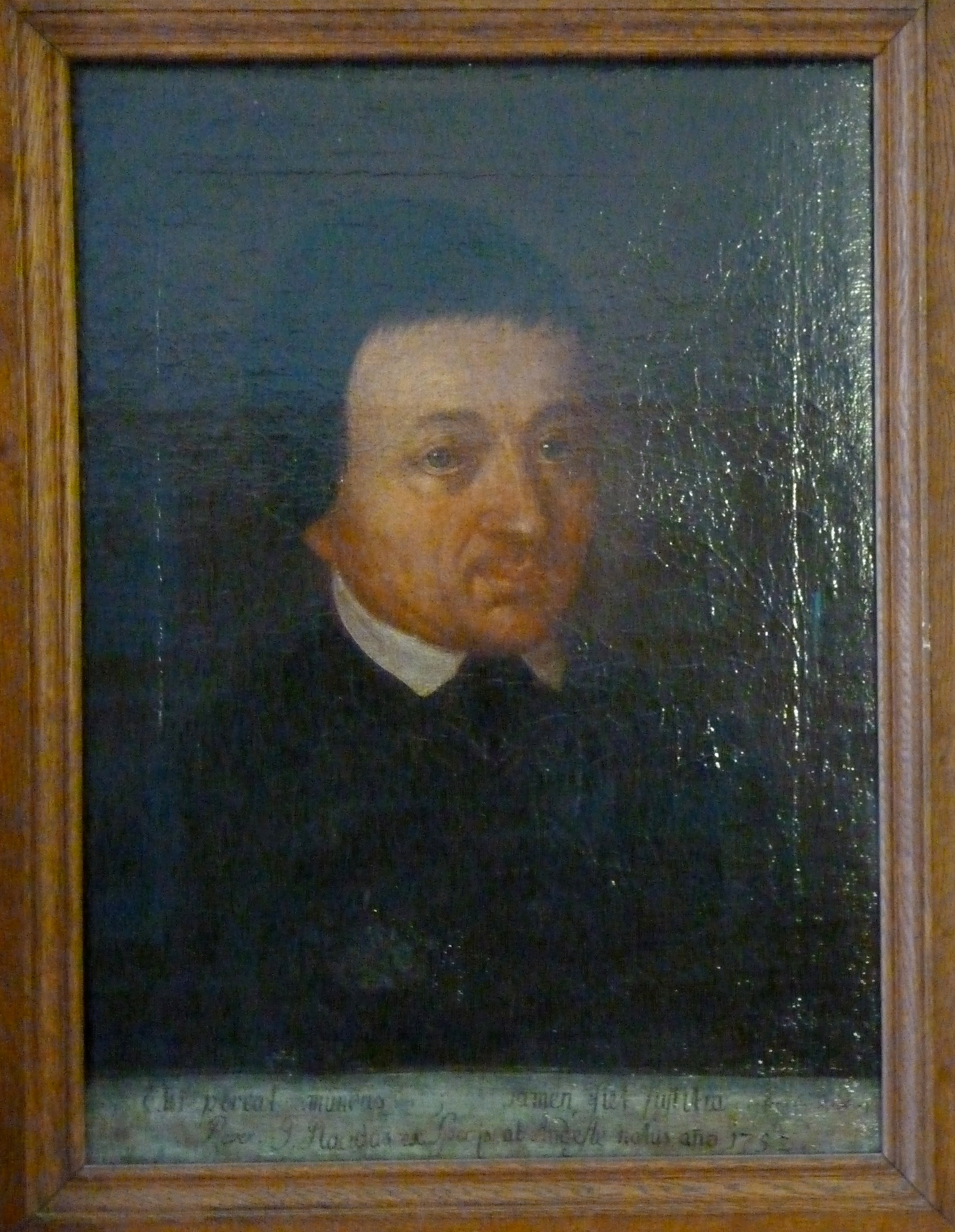
Ölbild

In der konservativen Surselva war Pater Placidus ein unkonventioneller Freidenker. Wegen seiner offen zur Schau getragenen Sympathie für aufklärerisches Gedankengut und Napoleon – er widmete ihm eines seiner Werke: «Kaiser! Ich widme dir mein Werk, weil es die Urquellen des Rheins beschreibt … und weil es eines Beschützers der Wahrheit bedarf» – galt er als franzosenfreundlich und gehörte zu einer Gesandtschaft, die mit den Franzosen verhandeln sollte. Deren Einquartierung war nicht zu verhindern, und das Kloster gewährte Unterkunft und Bewirtung. Dennoch kam es zum gewaltsamen Einzug der Kriegskontribution. Am 1. Mai 1799 kam es zum Aufstand, der am 6. Mai niedergeschlagen wurde. Kloster und Dorf Disentis wurden von den Franzosen niedergebrannt. Das Kriegsglück schwankte noch einige Male zwischen Franzosen und Österreichern, und Pater Placidus versuchte immer wieder, zwischen den Parteien zu vermitteln.
Sowohl für das Kloster Disentis als auch für Pater Placidus bedeutete das Jahr 1799 eine entscheidende Zäsur. Pater Placidus musste seine Mineraliensammlung als Kriegskontribution an die Franzosen hingeben und verlor beim Klosterbrand seine private Bibliothek sowie seine gesamten naturwissenschaftlichen Aufzeichnungen. Seine kartographischen Aufzeichnungen waren bereits vorher von beiden Seiten beansprucht worden. Nachdem ein Mitkonventuale ihn als angeblichen Feind der Österreicher denunziert hatte, deportierten ihn diese auf ihrem Rückzug nach Innsbruck. Dort blieb er für 18 Monate im Servitenkloster unter Gewahrsam. Nach eigenen Angaben war die Behandlung «sehr gütig». Er konnte eine Zeichenklasse besuchen, und die umfangreichen Bibliotheken standen ihm offen. Mit grossem Interesse verfolgte er die Berichterstattung über die Grossglockner-Besteigung. Nach seiner Rückkehr übernahm das Kloster seine in Innsbruck gemachten Schulden, und am 14. September 1801 versprach er, sich für das Wohl des Klosters einzusetzen, was einer Erneuerung seiner Profess gleichkam.

### Auseinandersetzungen

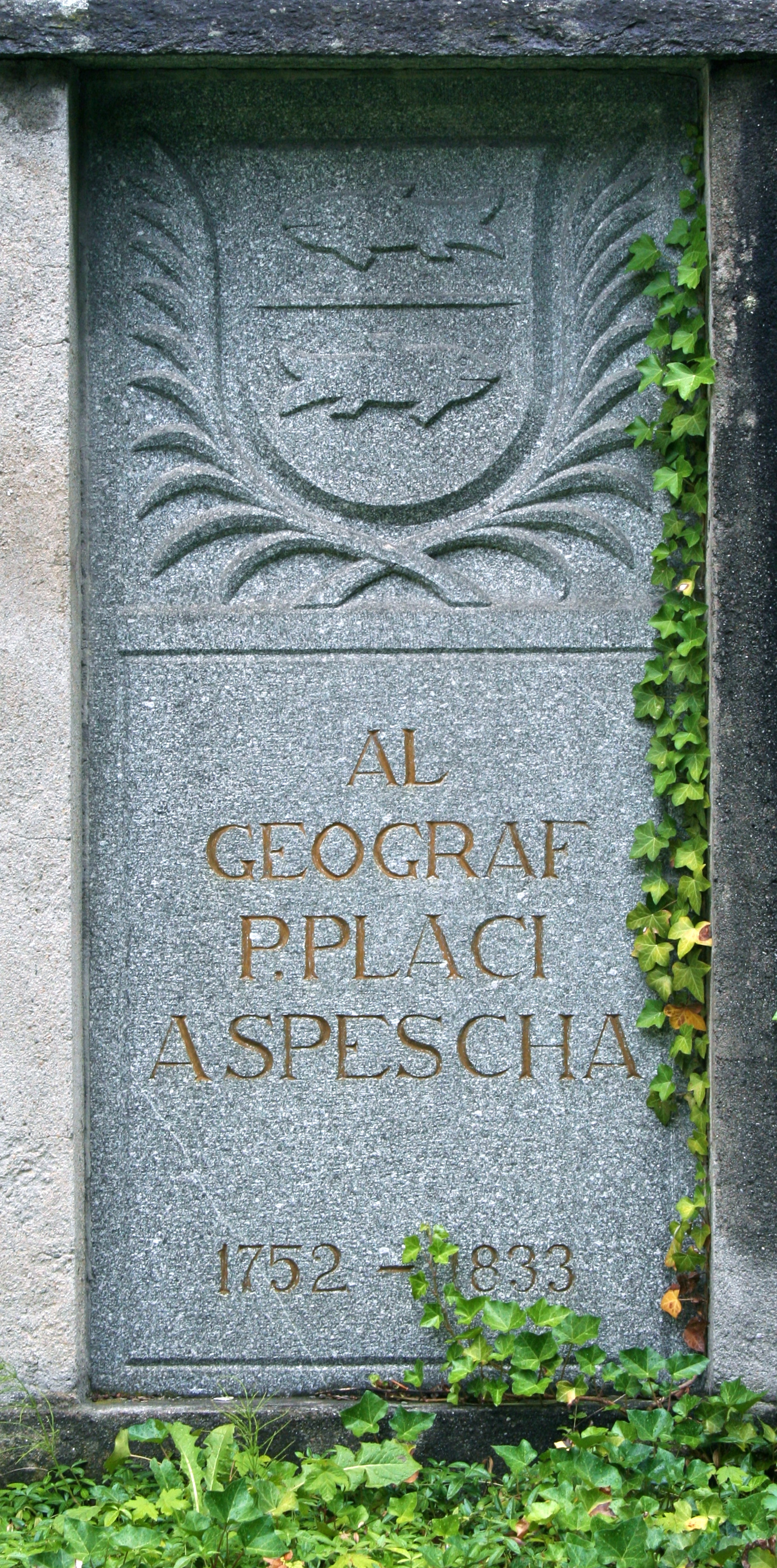
Gedenktafel im Ehrenhof von Trun

Nach dem Exil begann für Spescha 1801 ein ruheloses Leben an verschiedenen Kaplaneiposten in der Surselva, geprägt von Auseinandersetzungen mit Vorgesetzten, Konvent und Gemeindebehörden.
Das durch die Kriegswirren verarmte Kloster sah sich genötigt, seine Patres auf Seelsorgeposten zu schicken. So kam Pater Spescha 1801 auf das Benefizium Rumein im Lugnez. Von der helvetischen Regierung versuchte er zu erreichen, dass ihm diese Stelle auf Lebenszeit und in vollständiger Unabhängigkeit vom Kloster zugesichert werde.
1804 wurde Pater Anselm Huonder zum Abt gewählt. Da sich Spescha für ein rein romanisch-lateinisches Gymnasium eingesetzt hatte, in dem Deutsch weder gelehrt noch gesprochen worden wäre, wurde er in der neuen Klosterschule als Lehrer nicht berücksichtigt. Daraufhin wollte Spescha nach Bergamo ziehen. Trotz Unterstützung der meisten Patres wurde ihm die kanonische Entlassung nicht verschafft.
So war er ab 1804 auf verschiedenen Seelsorgestationen in der Surselva zu finden. Aus mehreren Orten kamen Klagen über sein Verhalten und seine Methoden der Seelsorge. Vor allem wurde immer wieder kritisiert, dass er häufig abwesend war. So zog ihm die einzige deutschsprachige Gemeinde Vals 1806 Teile des Gehaltes wegen seiner häufigen Bergtouren ab. Der erboste Spescha bezeichnete daraufhin die Valser als «Räuber».
1810 bemühte er sich um die Entlassung aus dem Klosterverband und um die Aufnahme in den Diözesanklerus, was aber weder von seinem Abt noch vom Churer Bischof genehmigt wurde.
1812 installierte er sich ohne Erlaubnis der Kurie in der Gemeinde Sedrun, wurde aber Ende Juli 1814 vom Abt nach Disentis zurückberufen.

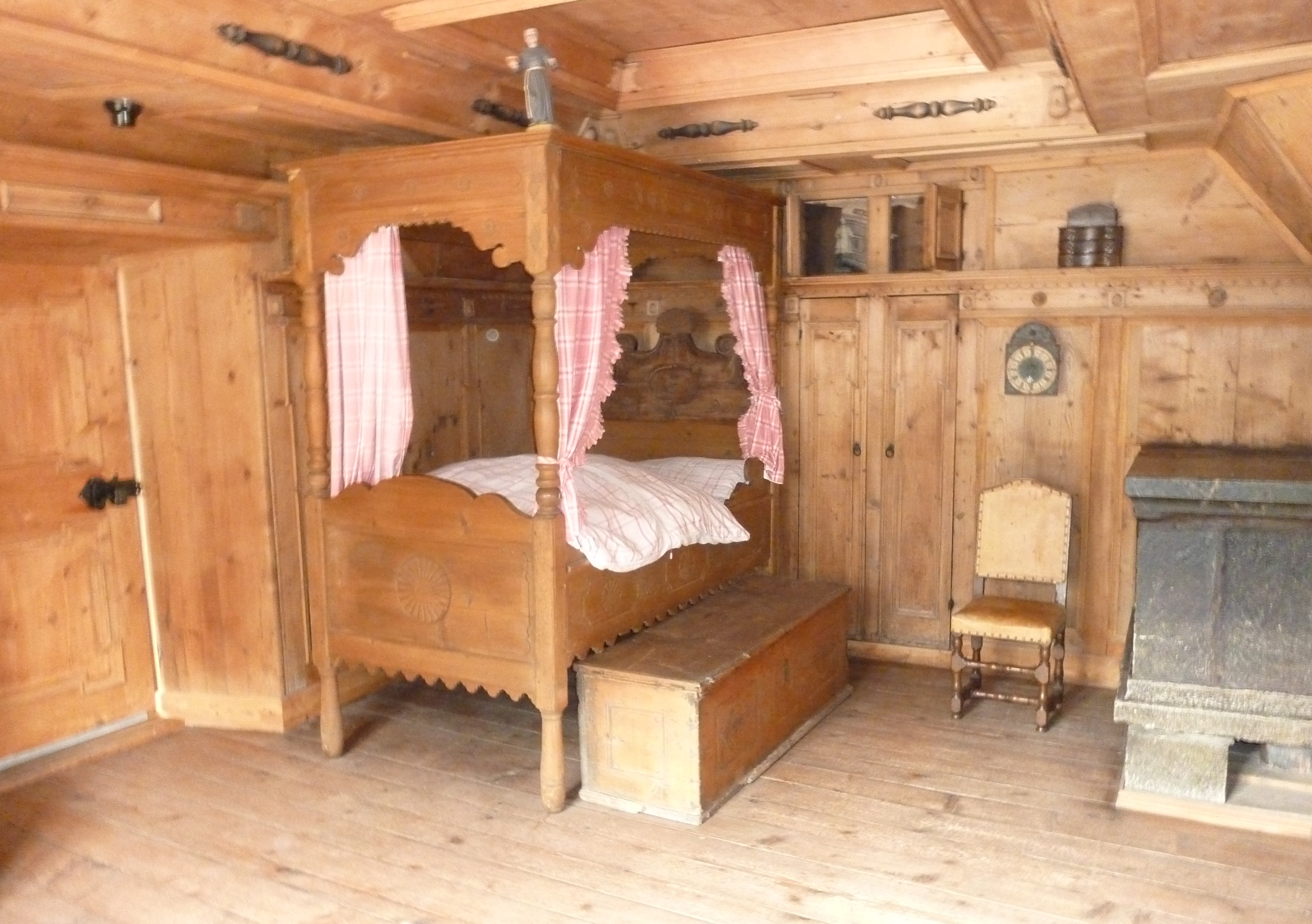
Schlafzimmer a Speschas im Cuort Ligia Grischa in Trun

Im September 1816 ging er nach Trun, wo er sich im Sommer 1817 von den Bewohnern auf Lebenszeit zum Kaplan wählen liess. Als es wegen des eigenmächtigen Ankaufs eines Hauses für die Kaplanei zu Schwierigkeiten kam, beantragte Abt Anselm 1818 Speschas Versetzung in ein anderes Kloster der Kongregation, wo er noch zum Beichtstuhl und Predigen taugen könne.
Im Jahre 1820 gab es wegen seiner Einrichtung eines Armenhauses in Trun neue Auseinandersetzungen. Als nach dem Tode des Abtes Anselm Huonder eine Visitation in Disentis durchgeführt wurde, stellten die Visitatoren fest, dass Spescha «in den letzten viele Nachteile verursacht» habe, die jedoch nicht bösem Willen, sondern seinen zunehmenden Altersbeschwerden zugeschrieben wurden; dazu kamen Altersstarrsinn und Verbitterung. Placidus a Spescha verstarb am 14. August 1833 im 81. Lebensjahr im Cuort Ligia Grischa in Trun.

## Theologie
Ökumene
Dem eifrigen Bibelleser Spescha war aufgefallen, «dass die christliche Religion dort so einfach und leicht und hier jetzt so vervielfältigt und beschwert ist».
Im Schulwesen befürwortete er eine überkonfessionelle Zusammenarbeit. Im Tavetscher Manuskript ging er noch weiter: «Beyde Religionen könnten meines Erachtens leicht zu einer einzigen vereiniget werden, wenn der wahren Menschenliebe und der christlichen Vertragsamkeit Platz gestattet würde, denn beyde Religionsgenossen glauben an den nemlichen Gott und Erlöser». Mit dieser Ansicht war er unter den Theologen seiner Zeit nicht allein.
Dazu kamen kritische Ansichten über das päpstliche Rom: «Die ganze Christenheit entrichtete Rom Tribut, um es zu bereichern, schickte ihm Gold und Silber zu und bekam dafür Papier zurück.»
Zölibat
Grossen Misskredit brachte ihm das Manuskript über die Widerrechtliche Einführung des Zölibats ein. Da die Heilige Schrift das Pflichtzölibat nicht kenne, wollte er den Weltgeistlichen – nicht den Mönchen – die Freiheit zur Ehe erkämpfen. Er selbst fühlte sich als zölibatär lebender Mönch wohl.

## Rätoromanische Sprache
Spescha war mit seiner Heimat stark verwurzelt. Dies bezog sich nicht nur auf die Herkunft. Tief verankert in Natur und Sprache fühlte er sich beiden verpflichtet. Zu seinen Visionen gehörte eine einheitliche Rätoromanische Schriftsprache. Es gehört zu seinen Verdiensten, dass die Verdrängung der Sprache durch das Deutsche etwas abgebremst wurde. Die einheitliche bündnerromanische Schriftsprache wurde erst 1982, also 150 Jahre nach seinem Tod und gut 40 Jahre nach der Anerkennung als vierte Landessprache (1939), in Form des Rumantsch Grischun Realität.

## Geographie

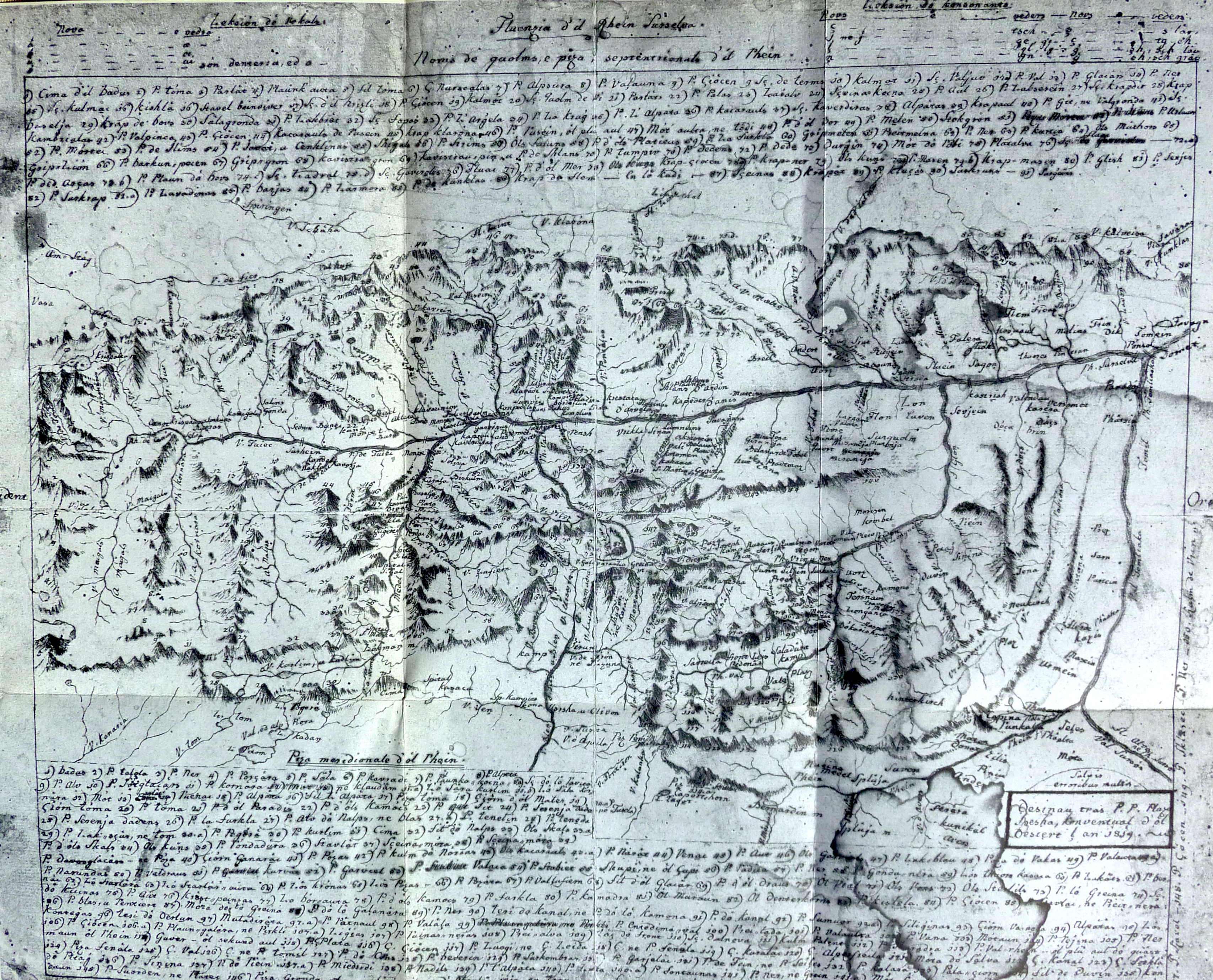
Karte der Surselva

Spescha unterhielt regen Briefkontakt zu Jakob Samuel Wyttenbach und Johann Gottfried Ebel. Letzterer verhalf ihm in seinem Reisebuch zum Abdruck des Aufsatzes Beytrag z. Geschichte d. rhäto-hetruskischen Sprache, einer der wenigen Veröffentlichungen zu Lebzeiten.
Speschas umfassende Reflexion über seine Umwelt ist bemerkenswert, die auch wirtschaftsgeographische Überlegungen mit einschloss, ebenso sein energisches Eintreten für einen respektvollen Umgang mit der Natur.

## Alpinismus

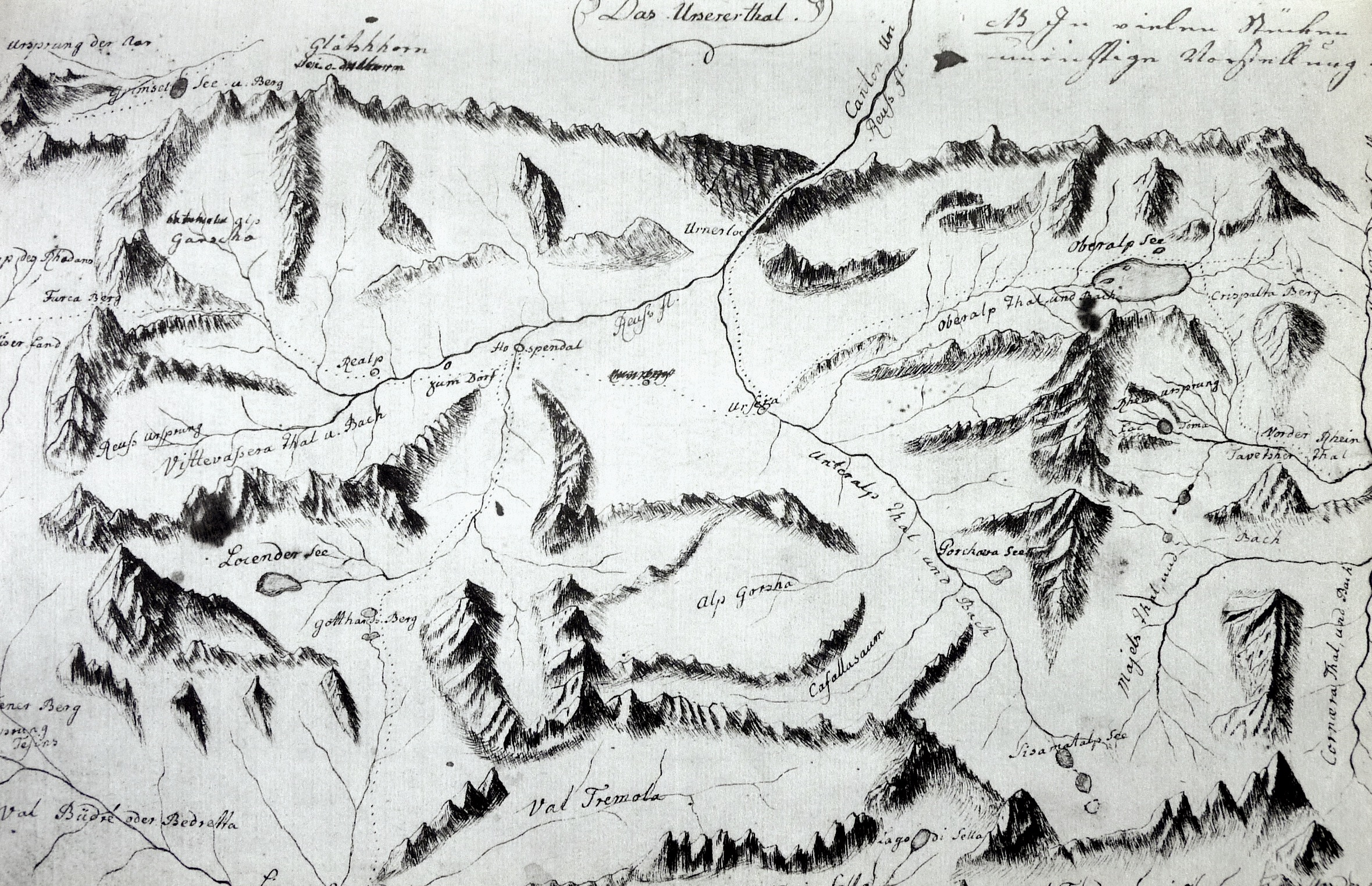
Karte des Urserentals

Speschas stärkste Leidenschaft war der Alpinismus, zu dessen Pionieren er gehörte. Er war einer der ersten, der versuchte, die Welt von oben zu betrachten und war für seine Zeit der zuverlässigste Geograph und Kartograph. Obwohl er nur selten zitiert wurde, war er als Quelle unter seinen Zeitgenossen bestens bekannt. Seine Leidenschaft stiess im Kloster weitgehend auf Unverständnis. Sein damaliger Vorgesetzter meinte, Bergtouren, Kartenzeichnen und Kristalle sammeln seien eines Mönches unwürdig. Placidus legte Wert darauf, dass er bei seinen Bergreisen immer standesgemäss gewesen sei und seine priesterlichen Pflichten erfüllt habe.
Um 1800 verfasste er eine Anleitung zur Unternehmung von Bergreisen. Er machte darin Angaben zu Essen, Wetter, Ausrüstung und Begleitern. Manche seiner Ratschläge haben bis heute ihre Gültigkeit bewahrt.
Seine selbst mit Feder und Bleistift gezeichneten Karten nannte Spescha «Handrisse». Seit 1782 hielt er jede Bergbesteigung kartographisch-geographisch fest. Seine Kartensammlung wurde ihm 1799 teils von den Österreichern weggenommen oder verbrannte am 6. Mai beim Klosterbrand. Aus der Zeit vor 1799 hat sich nur eine ausführliche Karte der Cadi mit 161 rätoromanischen Namen erhalten.

### Erstbesteigungen

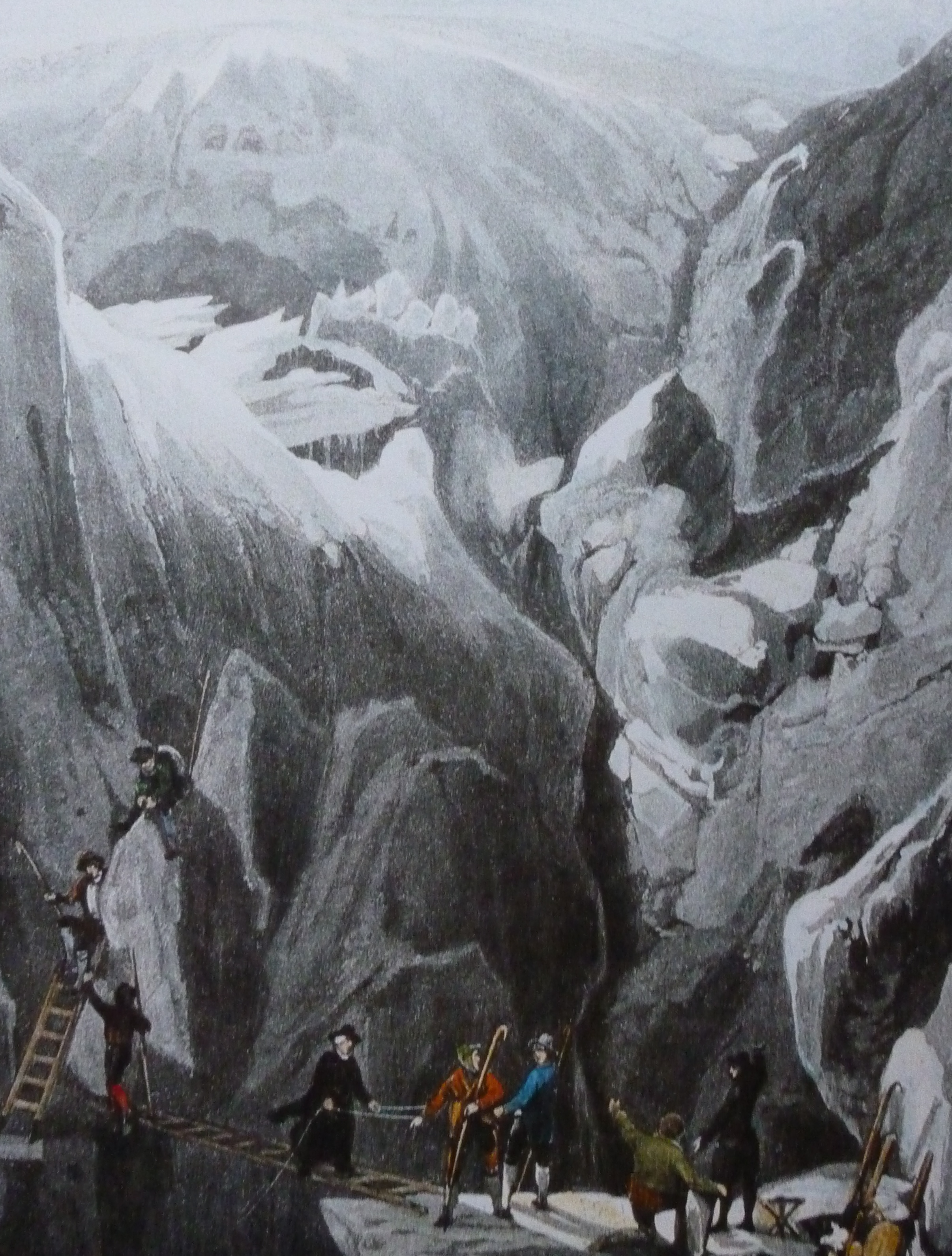
Placidus a Spescha überquert den Rheinwaldgletscher. Aquatinta von Johann Ludwig Bleuler

- 1782 Scopí mit Joh. Bagliel
- 1782 Piz Cristallina

ein Gipfel in unmittelbarer Nachbarschaft trägt heute seinen Namen: Piz a Spescha
- August 1785 Badus, Begleiter Pater Fintan Burchler (teilweise)
- 1785 Piz Uffiern mit Andreas Lei
- 1788 Stoc Grond von der Porta da Gliems, mit dem Ziel den Tödi zu besteigen.[7]

«Es war bei dieser Ersteigung an einem fürchterlichen, mit entsetzungsvollen Abgründen naturalisierten Glätscher heraufzusteigen und eine steile, beynahe senkrechte Eis- und Schneewand zu durchsetzen, die fast gänzlich für unersteigbar gehalten wurde. Wir verbanden uns alle drey, ungefähr 10 Schuhe voneinander entlegen... Die Eisschründe waren so dicht aneinander, dass wir uns gezwungen sahen deren Ränder zu übersetzen, welche oft nicht mehr als die Breite eines Werkschuhs hatten. Es durfte dabei nur einer gehen;  denn die andern mussten auf der Hut seyn und festen Fuss setzen, damit der Dritte nicht unglücklich wurde. Der Jüngling entfiel, sank aber nicht weit, weil das Seil, welcher er um sich hatte, von hinten und von vorne an uns fest hielt; er richtete sich selbst nach und nach aus der Spalte heraus, in welche er gesunken war.»
- Mitte Juli 1789 Rheinwaldhorn

in Begleitung dreier Ärzte in drei Tagen ab Disentis. Der Aufstieg gestaltete sich schwierig, da sie ungenügend ausgerüstet waren. Schliesslich blieben die drei zurück; der tollkühne Mönch bestieg den Berg im Alleingang. Beim Abstieg rettete er zwei der Herren vor dem Abgleiten. Er selber erlitt einen Augenschaden, der ihn eine ganze Nacht lang plagte. Seine Haut schälte sich vom Gesicht und von den Händen. Er sah so abscheulich aus, dass die Wirtstochter in Versam bei seinem Anblick Reissaus nahm.
- 1793 Oberalpstock
- 1793 Piz Urlaun
- 1801 Piz Aul (evtl. bereits zuvor von Chritian Janken aus Obersaxen)
- 1801 Piz Scharboda mit Dom. Casanova
- 1801 oder 1802 Piz Terri[9]
- 1806 Güferhorn mit Valser Gämsjäger Jörg Anton Schmidt
- 1807? Piz Tomül

Sechs Mal versuchte sich Spescha erfolglos am Tödi. Seine Begleiter, die Gemsjäger A. Bisquolm und P. Curschellas erreichten am 1. September 1824 um 11 Uhr den Gipfel. Er selbst blieb vermutlich im Sattel der heute nach ihm benannten Porta da Spescha⊙
zurück und verfolgte den Erfolg mit dem Fernglas. Die ebenfalls erfolglosen Versuche von Johannes Jacob Hegetschweiler von der Glarner Seite aus waren ihm bekannt, und es fand auch ein Disput über die beste Route statt.

## Werke

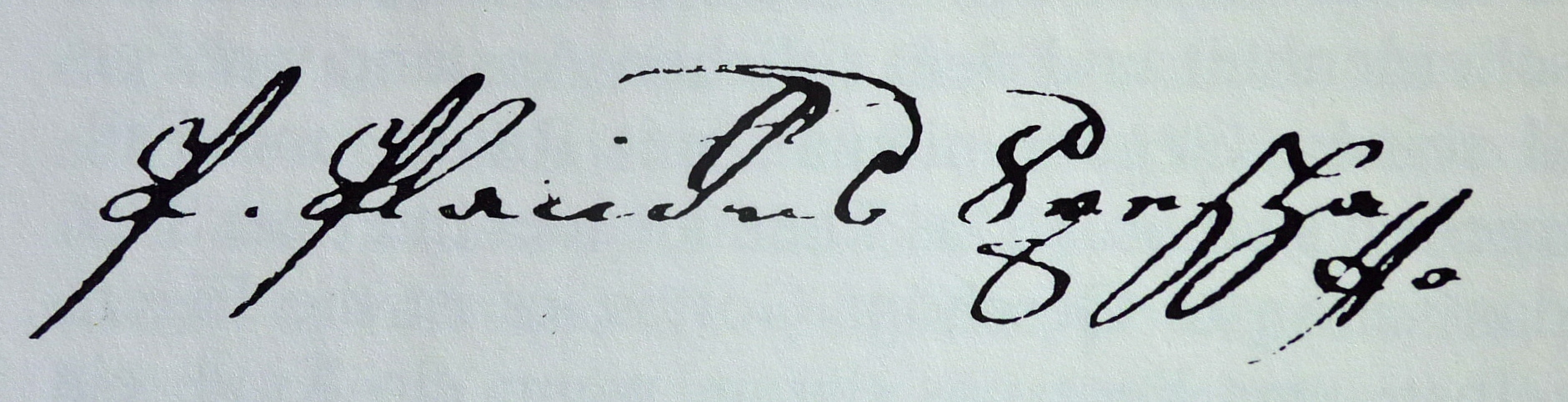
Unterschrift, 30. März 1811

- Die Rhaeto-Hetruskische Sprache. Ein Beitrag zu deren Geschichte. In: Isis. Eine Monatsschrift v. Deutschen u. Schweizerischen Gelehrten 1, Zürich 1805, 24–33
- Eine Ersteigung d. Piz Urlaun. In: Bündner Monatsblatt. 9, 1858, 215–221
- Kurze Kriegsgeschichte in d. Umgegend v. Dissentis in d. Jahr 1799 u. meine Deportation. In: Bündnerisches Monatsblatt 11, 1860, 133–140 + 157–163 + 173–179
- Das Clima der Alpen am Ende des vorigen und im Anfang des jetzigen Jahrhunderts 1818, mit Anhang v. G. Theobald, in: Jahrbuch Schweizer Alpenclub 5, 1868/69, 494–511
- Disertaziun sur l'envenziun dils Minerals de Ponteglias. Dìgl onm 1817 e 1818, hrsg. v. J. Nay, in: Annalas de la Societa Retorumantscha 26, 1912, 216–232
- Litteratura Grischuna vedra e nova (1819) Cudisch da litteratura romontscha. In: Caspar Decurtins (Hrsg.), Rätoromanische Chrestomathie, Band 4, Erlangen 1911 (Nachdr. Chur 1983), 670–786
- Lage, Begebenheit u. Ordnung d. Ursären-Thals im Kanton Uri. Dargestellt v. einem Kapitularen d. Gottshaus Disentis im Jahre 1811. transkribiert v. Willy Bomatter, kommentiert v. Stefan Fryberg, o. O. 1990
- Beschreibung der Alpen, vorzüglich der höchsten (1823). Edition und Einleitung von U. Scholian Izeti: Chronos Verlag, Zürich 2002, ISBN 3-0340-0575-X Margrit Irniger: Rezension in Schweizerische Zeitschrift für Forstwesen (2003 Sept.)
- Entdeckungsreisen am Rhein. Genaue geographische Darstellung aller Rheinquellen im Kanton Graubündten nebst der Beschreibung vieler Gebirgsreisen in dieser wenig besuchten und erforschten Alpengegend. Edition und Einleitung von U. Scholian Izeti: Chronos Verlag, Zürich 2005, ISBN 3-0340-0741-8 Reto Furter: Rezension in H-Soz-u-Kult, 15. Januar 2007

«Seine zahlreichen Manuskripte über kulturelle und wirtschaftliche Belange der bündnerischen Surselva – zum Teil sehr umfangreich – wurden abgesehen von einer Edition zu Beginn des 20. Jahrhunderts von Friedrich Pieth und Karl Hager kaum veröffentlicht und entsprechend selten zitiert, wenngleich sie für die alpine Wirtschafts- und Kulturgeschichte, für die Literaturgeschichte des Romanischen und für die Diskursforschung Wesentliches beizusteuern im Stande wären. Zu finden sind die Manuskripte in Archiven in Chur und Disentis, wobei anzumerken ist, dass ein im Umfang nicht bekannter Teil seiner Werke vor 1799 durch den Brand des Klosters Disentis wohl zerstört wurde.»

- Beschreibung der Val Tujetsch. Edition und Einleitung von Ursula Scholian Izeti: Chronos Verlag, Zürich 2009, ISBN 978-3-0340-0994-2.